# هیگرومایسین بی
هیگرومایسین بی(به انگلیسی: Hygromycin B) یک آنتی‌بیوتیک است که توسط باکتری Streptomyces hygroscopicus تولید می‌شود. این آنتی‌بیوتیک از دسته آمینوگلیکوزیدها است که با مهار سنتز پروتئین موجب مرگ باکتری‌ها، قارچ‌ها و سلول‌های یوکاریوتی می‌شود.
هیگرومایسین بی در ابتدا در دهه ۱۹۵۰ برای استفاده در حیوانات توسعه داده شد و هنوز هم به خوراک خوک و مرغ به عنوان یک عامل ضد کرم(با نام تجاری Hygromix) افزوده می‌شود.